# Danièle Vallée
Pour les articles homonymes, voir Vallée (homonymie).
 (décembre 2020).
Danièle Vallée, née le 8 novembre 1947, à Sherbrooke, au Québec, est une auteure, conteuse et interprète franco-ontarienne.

## Biographie
Née à Sherbrooke, au Québec, Danièle Vallée est une bachelière en arts de l'Université du Québec, à Hull. Suivant ses études, elle expérimente en tant que dramaturge et écrit quatre pièces de théâtre non publiées. Avec La caisse (1994), elle signe son premier recueil de contes avec les Éditions du Vermillon. Depuis, elle a développé plusieurs textes et contes adaptés à la scène, dans lesquels elle joue et chante, accompagnée du musicien Jean Cloutier. 
En 1994, elle devient critique de théâtre et ambassadrice en 2014 pour la revue culturelle franco-canadienne Liaison jusqu’à sa dernière publication en 2018. Elle est aussi conseillère et évaluatrice pour le Conseil des arts de l’Ontario et du Canada depuis 1996. Elle fut aussi membre du jury pour la remise du Masque de la meilleure production franco-canadienne par l’Académie québécoise du théâtre de 1999 à 2001 et 2004 à 2006. 
De 2008 à 2019, elle est directrice artistique de la série Les contes nomades à la Quatrième salle du Centre national des arts. On lui a remis un Hibou d’or, décerné au conteur ayant reçu la meilleure appréciation du public au cours de la saison, en 2007 et en 2014.

## Thématiques et esthétique
Danièle Vallée est une artiste pluridisciplinaire. Dans ses spectacles, elle mêle souvent la parole, le chant, la danse et le dessin. Ce qui revient souvent chez l'auteure est le rapport entre le texte et l’image. Sept de ses œuvres sur dix sont accompagnées d’illustrations. La création de son recueil de nouvelles Sous la jupe (2013) s’est fait suite à une exposition de l’artiste peintre Suzon Demers à la Nouvelle Scène, à Ottawa, où il y avait quatorze toiles de femmes tirées de pièces de théâtre. Elle s’est inspirée de ces tableaux pour donner une deuxième vie à ces personnages dans une série de quatorze nouvelles qui dessinent la condition presque tragique des femmes. Procédé de création qui s’est répété pour son roman Sept nuits dans la vie de Chérie (2020), s’inspirant de huit toiles de Demers. Dans ses textes, l'auteure navigue entre le dramatique et le comique, le malaise et bien-être, à travers les monologues intérieurs de ses personnages, les rendant ainsi attachants malgré les situations dans lesquelles ils se trouvent.

## Œuvres
- 1994 : La caisse (recueil de contes), Éditions du Vermillon, Ottawa. Illustrations de Cécile Boucher[3].
- 1998 : Le Café de la Bonne-Femme-Sept-Heures (roman), Éditions du Nordir, Ottawa.
- 2002 : Debout sur la tête d’un chat (recueil de contes), Éditions David, Ottawa. Tableaux de Virginie Bédard.
- 2004 : Le D2UX (roman), Éditions David. Illustrations de Christian Quesnel.
- 2005 : Manche-De-Pelle  (plaquette graphique), Éditions Studio Premières lignes. Illustrations de Christian Quesnel.
- 2006 : Plan cartésien (récit graphique - collectif), Éditions Mécanique générale / Les 400 coups, Montréal.
- 2007 : Langue de poche (récit graphique), Éditions Studio Premières lignes. Illustrations de Christian Quesnel.
- 2008 : 8850 (récit d’aventure), Éditions Sans limites, Ottawa.
- 2008 : Dix fois (récit graphique - collectif), Éditions Studio Premières lignes, Gatineau.
- 2010 : Le salut de l’arrière-pays (récit - collectif), Éditions Prise de parole, Sudbury.
- 2013 : Sous la jupe (recueil de nouvelles), Éditions David. Tableaux de Suzon Demers.
- 2015 : Sur les traces de Champlain (roman - collectif), Éditions Prise de parole, Sudbury.
- 2017 : Raconter Vanier (récit - collectif), Éditions David, Ottawa.
- 2019 : Juré craché! (roman), Éditions David, Ottawa.
- 2020 : Sept nuits dans la vie de Chérie (roman), Éditions David, Ottawa. Tableaux de Suzon Demers.

## Distinctions

### Récompenses
- 2003 : Lauréate du Prix des lecteurs de Radio-Canada, Debout sur la tête d’un chat.
- 2004 : Lauréate du Prix Découverte du RéSAFF.

### Nominations
- 1995 : Finaliste au Prix littéraire Le Droit, La Caisse.
- 1995 : Finaliste au Prix Trillium, La Caisse.
- 1995 : Finaliste au Prix du livre d’Ottawa-Carleton, La Caisse.[3]
- 2003 : Finaliste au Prix littéraire Le Droit, Debout sur la tête d’un chat.
- 2003 : Finaliste au Prix Trillium, Ontario, Debout sur la tête d’un chat.
- 2003 : Finaliste au Prix du livre d’Ottawa-Carleton, Debout sur la tête d’un chat.
- 2004 : Finaliste au Prix des lecteurs de Radio-Canada, Le D2UX.
- 2005 : Finaliste au Prix littéraire Le Droit, Le Deux.
- 2008 : Finaliste au Prix littéraire Le Droit, Langue de poche.
- 2009 : Finaliste au Prix littéraire Le Droit, 8850.
- 2014 : Finaliste au Prix Trillium, Ontario, Sous la jupe.
- 2015 : Finaliste au Prix littéraire Le Droit, Sous la Jupe.